# Maslovare (Kotor Varoš)
Pour les articles homonymes, voir Maslovare.
Maslovare (en serbe cyrillique : Масловаре) est une localité de Bosnie-Herzégovine. Elle est située dans la municipalité de Kotor Varoš et dans la république serbe de Bosnie. Selon les premiers résultats du recensement bosnien de 2013, elle compte 2 040 habitants.

## Démographie

### Évolution historique de la population dans la localité
| 1948  | 1953 | 1961  | 1971  | 1981  | 1991  | 2013  |
| ----- | ---- | ----- | ----- | ----- | ----- | ----- |
| 3 050 | -    | 1 174 | 2 011 | 2 206 | 2 284 | 2 040 |

|  |

### Communauté locale
En 1991, la communauté locale de Maslovare comptait 4 506 habitants, répartis de la manière suivante :

### Localités dans le secteur de Kotor Varoš, 1953
| Zone de recensement | Total | 'Serbes | Croates | Slovènes | Macédoniens | Monténégrins | Yougoslaves indécises | Tchèques | Polonais | Ruthènes – Ukrainiens | Autres Slaves | Autres Non-Slaves |
| KOTOR VAROŠ SECTEUR | 37898 | 25008   | 6485    | 4        | 4           | 10           | 6375                  | 2        | –        | 2                     | –             | 8                 |
| Kotor Varoš         | 4715  | 805     | 2640    | 2        | 3           | 6            | 1253                  | 1        | –        | 1                     | –             | 4                 |
| Maslovare           | 4574  | 3966    | 8       | –        | –           | –            | 600                   | –        | –        | –                     | –             | –                 |
| Previle             | 4576  | 3537    | 696     | –        | –           | –            | 342                   | –        | –        | –                     | –             | 1                 |
| Skender Vakuf       | 7100  | 6566    | 16      | –        | –           | –            | 518                   | –        | –        | –                     | –             | –                 |
| Šiprage             | 7746  | 6036    | 24      | 1        | 1           | –            | 1682                  | –        | –        | –                     | –             | 2                 |
| Vrbanjci            | 4919  | 1678    | 1728    | 1        | –           | 4            | 1505                  | 1        | –        | 1                     | –             | 1                 |
| Zabrđe              | 4268  | 2420    | 1373    | –        | –           | –            | 475                   | –        | –        | –                     | –             | –                 |